# Juan José Viamonte
Juan José Viamonte González (né le 9 février 1774 à Buenos Aires et mort le 31 mars 1843) était un général Argentin du début du XIXe siècle.

## Biographie
Viamonte naquit à Buenos Aires et intégra l'armée dans sa jeunesse, à l'image de son père. Il combattit lors de la Première Invasion Britannique avec le grade de lieutenant, et se distingua lors de la Seconde Invasion Britannique lors de la défense du Colegio de San Carlos, qui lui valut d'obtenir le grade de capitaine,.